# Alamillo
Alamillo település Spanyolországban, Ciudad Real tartományban. Alamillo Almadén, Almodóvar del Campo, Chillón és Santa Eufemia községekkel határos. Lakosainak száma 461 fő (2024).

## Népesség
A település népessége az elmúlt években az alábbi módon változott:
| Lakosok száma | 692  | 631  | 615  | 554  | 531  | 531  | 528  | 486  | 470  | 461  |
|               | 2001 | 2004 | 2006 | 2009 | 2011 | 2014 | 2016 | 2019 | 2021 | 2024 |